# Hypolytrum secans
Hypolytrum secans är en halvgräsart som först beskrevs av Karl Moritz Schumann, och fick sitt nu gällande namn av Jean Raynal. Hypolytrum secans ingår i släktet Hypolytrum och familjen halvgräs. Inga underarter finns listade i Catalogue of Life.